# Sergio Saviane
Sergio Saviane (Castelfranco Veneto, 18 aprile 1923 – Castelfranco Veneto, 27 luglio 2001) è stato uno scrittore e giornalista italiano.

## Biografia
Dotato di vena polemica, si trasferì in giovane età a Roma dove diceva d'aver «pasteggiato con sole banane» per sopravvivere agli anni di gavetta. Ottenne un incarico presso il settimanale Cronache, scrivendo articoli di critica letteraria. Cessate le pubblicazioni di quest'ultimo, entrò nel 1955 al neonato settimanale L'Espresso, dove la sua rubrica di critica televisiva gli valse popolarità; spesso incisiva e caustica, la tenne per oltre vent'anni sul periodico romano, coniando sulle sue colonne il termine «mezzobusto» per indicare i giornalisti dei telegiornali.
Nel frattempo esordiva anche come scrittore: il suo primo romanzo, Festa di laurea, vinse nel 1960 il Premio Viareggio come opera prima. Buon riconoscimento di critica ebbe anche il secondo libro, I misteri di Alleghe, nato da un'inchiesta giornalistica condotta dallo stesso Saviane concernente una serie di delitti avvenuti ad Alleghe, nel bellunese, compiuti tra il 1933 e il 1946; Saviane fu citato in giudizio da coloro che venivano accusati dei delitti, e inizialmente condannato per diffamazione. La verità venne a galla in tempi successivi, grazie alla memoria delle inchieste di Saviane, e alle indagini di Enzo Cesca, un giovane brigadiere dei Carabinieri di quelle zone montane.
Negli anni Settanta, Saviane abbraccia la causa della satira: fu tra fondatori della rivista Il Male. Amico di Vincenzo Sparagna, col quale in seguito ebbe dissidi per questioni societarie, entrò in contatto con la nuova generazione di vignettisti, tra cui Andrea Pazienza e Angese. Gratificato dall'esperienza, partecipò in seguito ad altre riviste satiriche, tra cui Zut di cui era cofondatore. Nel 1988, L'Espresso gli toglie la sua storica rubrica di critica televisiva per affidarla a Emanuele Pirella: la rottura è sancita dal libro L'Espresso desnudo, nel quale prende in giro i giornalisti italiani. Eugenio Scalfari, allora direttore de la Repubblica, tronca ogni rapporto con Saviane. Viene quindi assunto a L'Europeo; inoltre Indro Montanelli, direttore de il Giornale, lo accolse immediatamente nel suo quotidiano.
Nel marzo 1994, quando Montanelli fondò La Voce, Saviane lo seguì, scrivendo la critica televisiva fino alla precoce chiusura della testata nell'aprile 1995. In seguito, Saviane collaborò a La tribuna di Treviso. Lasciata Roma, negli anni Novanta visse ad Asolo, in una bella casa rinascimentale. Maurizio Costanzo lo invitò al suo talk show serale, e lo avrebbe voluto come ospite fisso. Con Montanelli costruì un rapporto umano oltre che professionale, e frequentò spesso Luciano Benetton, il quale incassò pungenti critiche, e il suo collaboratore artistico Oliviero Toscani; entrambi coinvolsero Saviane in progetti tra sociale e arte.
Per le critiche sferzanti e irridenti a personaggi molto noti, come ad esempio Alberto Moravia, Saviane dovette affrontare nella sua carriera oltre 100 querele. Il suo libro Caro nemico ti scrivo è una testimonianza della schiettezza con cui affrontava argomenti scomodi. Un articolo sul presidente della Camera, Irene Pivetti, pubblicato su La Voce nel 1994, gli valse la denuncia per offesa ad alte cariche dello Stato: gli fu notificata dalla Digos, con richiesta della Pivetti di una provvisionale immediatamente esecutiva di 40 milioni di lire, che egli non possedeva; a pagarla fu l'amico Montanelli. Morì il 27 luglio 2001, dopo aver subìto un intervento chirurgico per un tumore al polmone.

## Vita privata
Ebbe due figlie, Caterina e Valentina. In particolare, Caterina esordì a 16 anni come promettente scrittrice, pubblicando nell'aprile del 1978 il libro Ore perse: vivere a sedici anni (Collana Franchi Narratori, Feltrinelli). Il legame tra padre e figlia fu problematico ma forte. Caterina morì per overdose di droghe nel marzo del 1991, a casa di un'amica a Milano.
Era cugino di Giorgio Saviane.

## Opere
- Festa di laurea (1960), Parenti
- I misteri di Alleghe (1965), Mondadori
- Dietro il video (1972), Feltrinelli
- Moravia Desnudo (1975), SugarCo
- Video malandrino (1977), SugarCo
- L'Espresso desnudo (1985), Edizioni biblioteca dell'immagine
- Caro nemico ti scrivo (1994), Sperling & Kupfer
- El Còce (1997), Marsilio
- Italia desnuda. Trent'anni di vita italiana 1967-1997 (1997), Canova
- Il miliardario. La vita segreta di Luciano Benetton (1998), Marsilio